# Shinfield
Shinfield – wieś i civil parish w Anglii, w Berkshire, w dystrykcie (unitary authority) Wokingham. W 2011 civil parish liczyła 11 277 mieszkańców. Shinfield jest wspomniana w Domesday Book (1086) jako Selingefelle.